# Fabulous Disaster
Fabulous Disaster (с англ. — «Невероятное бедствие») — третий студийный альбом американской трэш-метал-группы Exodus, вышедший в 1989 году в США. Диск занял 82-е место в американском чарте Billboard 200.

## Об альбоме
На песню «The Toxic Waltz» был сделан видеоклип, который показывали в передаче Headbanger’s Ball на канале MTV.
Это был последний альбом Тома Хантинга в Exodus до 1997 года.

Том Хантинг об альбоме: 
Мы были хорошо сыграны и мотивированы так, что каждый музыкант знал свою партию и поэтому это была очень хорошая сессия».

## Список композиций
| Название                   | Автор        | Длительность |
| -------------------------- | ------------ | ------------ |
| «The Last Act of Defiance» | Холт, Соуза  | 4:44         |
| «Fabulous Disaster»        | Холт, Соуза  | 4:54         |
| «The Toxic Waltz»          | Холт, Соуза  | 4:51         |
| «Low Rider»                | Группа War   | 2:48         |
| «Cajun Hell»               | Холт, Соуза  | 6:05         |
| «Like Father, Like Son»    | Холт, Соуза  | 8:11         |
| «Corruption»               | Холт, Соуза  | 5:46         |
| «Verbal Razors»            | Холт, Соуза  | 4:07         |
| «Open Season»              | Холт, Соуза  | 3:54         |
| «Overdose»                 | Группа AC/DC | 5:31         |

Песня «Overdose» была изъята из некоторых изданий альбома, из-за проблем с лицензированием.

## Участники записи
- Стив «Zetro» Суза — вокал
- Гэри Холт — гитара
- Рик Ханолт — гитара
- Роб Мак-Киллоп — бас
- Том Хантинг — барабаны

## Производство
- Продюсеры: Gary Holt, Rick Hunolt и Marc Senesac
- Запись: Marc Senesac и David Plank в студии Alpha & Omega Recording, Сан-Франциско, Калифорния
- Сведение: Marc Senesac, Gary Holt и Rick Hunolt в студии Different Fur, Сан-Франциско, Калифорния
- Помощь в сведении — Chad Munsey
- Мастеринг производился в студии Bernie Grundman, Лос Анджелес, Калифорния
- Все фотографии — Gene Ambo
- Оформление — Dave Bett и Patricia Lie
- Дополнительная перкуссия в 4 песне — Brian Manticla
- Губная гармошка в 5 песне — Doy Christofer
- Все песни написаны и аранжированы Exodus, кроме 4 и 10

## Чарты
| Год  | Чарт          | Положение |
| ---- | ------------- | --------- |
| 1989 | Billboard 200 | 82        |